# Sur ma peau
Pour les articles homonymes, voir Sur ma peau (homonymie).
Pour plus de détails, voir Fiche technique et Distribution.
Sur ma peau (Sulla mia pelle) est un drame italien réalisé par Alessio Cremonini, sorti en 2018. Il s'agit des faits réels sur les derniers jours de Stefano Cucchi, arrêté pour usage de drogues et maltraité par les carabiniers en 2009,.

## Synopsis
Stefano Cucchi est un jeune  trouvé en possession de haschisch et de deux grammes de cocaïne. Arrêté, il est amené à la prison Regina Coeli à Rome. Pendant la détention préventive, Cucchi qui perd beaucoup de poids et est apparemment battu, meurt dans des circonstances peu claires. Sa famille, dirigée par sa sœur Ilaria, se bat pour la vérité et veut découvrir les responsables de sa mort.

## Fiche technique
- Titre original : Sulla mia pelle
- Titre international : On My Skin
- Titre français : Sur ma peau
- Réalisation : Alessio Cremonini
- Scénario : Alessio Cremonini et Lisa Nur Sultan, d'après les faits réels sur Stefano Cucchi[1],[2]
- Direction artistique : Roberto De Angelis
- Costumes : Stefano Giovani
- Photographie : Matteo Cocco
- Son : Ivan Caso
- Montage : Chiara Vullo
- Musique : Mokadelic
- Production : uigi Musini, Olivia Musini et Andrea Occhipinti
- Sociétés de production : Cinemaundici ; Lucky Red (coproduction)
- Sociétés de distribution : Lucky Red (Italie) ; Netflix (monde)
- Pays de production :  Italie
- Langue originale : italien
- Format : couleur
- Genre : biographie, drame
- Durée : 100 minutes
- Dates de sortie :
  - Italie : 29 août 2018 (Mostra de Venise) ; 12 septembre 2018 (Netflix)
  - Monde : 12 septembre 2018 (Netflix)

## Distribution
- Alessandro Borghi : Stefano Cucchi
- Max Tortora : Giovanni Cucchi
- Jasmine Trinca : Ilaria Cucchi
- Milvia Marigliano : Rita Calore
- Andrea Lattanzi : Emanuele Mancini
- Orlando Cinque : Maresciallo Roberto Mandolini
- Mauro Conte : la carabiniere Francesco Tedesco
- Paolo D Bovani : le carabinier Raffaele D'Alessandro
- Andrea Ottavi : le carabinier Alessio Di Bernardo
- Walter Nestola : le carabinier Gabriele Aristodemo
- Stefano Miglio : le carabinier Gianluca Colicchio
- Alessio De Persio : l'infirmier Francesco Ponzo
- Massimiliano Frateschi : le carabinier Pietro Schirone
- Roberta Sferzi : la juge Maria Inzitari
- Gaetano Aronica : le policier militaire Emanuele Di Salvo
- Marco Giuliani : l'avocat Giorgio Domenico Rocca
- Alekdandros Memetaj : Levanaj
- Alessandro Forcinelli : Luigi Lainà
- Marco Belocchi : le médecin Giovanni Battista Ferri
- Maurizio Pepe : l'inspecteur Penitenziaria Antonio La Rosa
- Federico Tocci : l'assistant chef Bruno Mastrogiacomo
- Pietro Faiella : Dr Gianluca Piccirillo
- Bernardo Casertano : l'infirmier Domenico Lo Bianco
- Dora Romano : Dr Stefania Corbi
- Elodie Treccani : Dr Rosita Capponnetti
- Francesca Tomassoni : l'infirmière Silvia Porcelli

## Accueil
Sur ma peau est sélectionné et projeté le 29 août 2018 à la Mostra de Venise, avant d'être mondialement distribué le 12 septembre 2018 sur Netflix.

## Distinctions
- Mostra de Venise 2018 :
  - Prix ARCA CinemaGiovani du meilleur film pour Alessio Cremonini
  - Prix FEDIC du meilleur acteur pour Alessandro Borghi
  - Prix Pasinetti spécial pour Alessandro Borghi et Jasmine Trinca
- 64e cérémonie des David di Donatello : David di Donatello du meilleur réalisateur débutant, du meilleur acteur et du meilleur producteur[3],[4].